# Lecomtedoxa plumosa
Lecomtedoxa plumosa är en tvåhjärtbladig växtart som beskrevs av Burgt. Lecomtedoxa plumosa ingår i släktet Lecomtedoxa och familjen Sapotaceae. Inga underarter finns listade i Catalogue of Life.